# Селецкие озёра
Селецкие озёра (Селецкое или Тайловское озеро) — озёрный комплекс в Псковской области России, на границе Новоржевского района (Новоржевской волости) с Бежаницким районом (сельским поселением Чихачёвское).
Проточные: через озёра протекает река Сороть.
Под одним названием объединена группа озёр, которые морфологически являются плёсами одного водоёма: на юго-западе — озеро Тайловское, на юго-востоке — озеро Чёрное, на западе — озеро Приперно, в центре — озеро Большое Здравное, на востоке — озеро Дубновское, на севере — озеро Ермолкино, которое соединено с основным руслом Сороти протокой Лука.
Площадь — 3,8 км² (383,6 га, без островов — 2,1 км² или 213,2 га). Максимальная глубина — 6,0 м, средняя глубина — 2,0 м.
Близ озёр расположены деревни: Селецкое, Тайлово. Вблизи от последней есть глухое Тайловское озеро площадью 0,027 км² или 2,7 га Тайловским также называют одно из Селецких озёр.
Тип озера лещево-уклейный. Массовые виды рыб: лещ, щука, плотва, окунь, уклея, ерш, густера, красноперка, линь, карась, язь, елец, голавль, верховка, пескарь, щиповка, вьюн, голец, бычок-подкаменщик.
Для озера характерны: низкие, в основном заболоченные берега, преимущественно илистое дно, в прибрежье — заиленный песок, глина, по руслу реки Сороть — песок, камни; локальные заморы.